# Prisión Central de Bang Kwang
La Prisión Central de Bang Kwang  (en tailandés: บางขวาง) es una cárcel de hombres en la provincia de Nonthaburi, Tailandia, situada en el río Chao Phraya, a unos 7 kilómetros al norte de Bangkok. La prisión alberga a muchos prisioneros extranjeros. Es una prisión dura que se ocupa de los condenados a muerte y prisioneros de largas sentencias. Se requiere que todos los presos tengan grilletes en las piernas durante los primeros tres meses de su condena. Según algunas fuentes los condenados a muerte tienen sus grilletes soldados permanentemente.